# 田村語り
田村語り（たむらがたり）は、社寺縁起・伝説・説話・物語などにみえる架空の人物「坂上田村丸」をめぐる言説、および能『田村』・室町物語『鈴鹿の物語（田村の草子）』・奥浄瑠璃『田村三代記』など田村文芸として結実したものを包括的に対象とする。京都では清水寺の縁起や鈴鹿峠などに、東北では達谷西光寺の縁起や達谷窟毘沙門堂並びに姫待が瀧などに起源を持つ。

## 概要
「田村語り」の中心となる人物は平安時代前期の大納言・坂上田村麻呂がモデルとされ、物語や伝説によっては鎮守府将軍・藤原利仁の伝説と融合されることもある。

## あらすじ
現在、田村語りとして一般に知られている筋は、室町物語『鈴鹿の物語（田村の草子）』である。これは大きくふたつの物語に分ける事ができる。
『田村の草子・上』
藤原俊祐の子で幼名を日龍丸と称した藤原俊仁が、近江国見馴川にいる倉光・喰介という2匹の大蛇を退治し、天皇から将軍の宣旨を与えられ、妻の照日御前を拐った陸奥国高山の悪路王を退治するも、唐土に渡り不動明王に敗北するまでの物語。
『田村の草子・下』
藤原俊仁の子で幼名を臥と称した田村丸俊宗が、鈴鹿御前なる天女を妻とし、夫婦で伊勢国鈴鹿山の鬼神・大嶽丸を退治、その後は近江国で人々を拐う鬼・高丸を陸奥国の外ヶ浜まで追撃する物語。

## 主要登場人物
作品により、名前や血縁関係が多少異なる。
藤原俊祐
俊仁の父。
益田ヶ池の大蛇
俊仁の母。
藤原俊仁
田村丸俊宗の父。将軍。
照日御前
田村丸俊宗の妻。
田村郷の賤女
田村丸俊宗の母。
稲瀬五郎坂上俊宗（田村丸俊宗）
日の本将軍。観音の化身。
鈴鹿御前
田村丸俊宗の妻として導く天女。
小りん
田村丸俊宗と鈴鹿御前の娘。

### 登場する怪異
作品により、名前や役割が多少異なる。
倉光・喰介
近江国見馴川の大蛇。日龍丸の伯父。
悪路王
陸奥国高山の鬼。
霊山
大和国奈良坂山の金つぶてを打つ化生。
大嶽丸
伊勢国鈴鹿山の鬼神。
高丸
近江国の鬼。
三面鬼
天竺の鬼。

## 坂上田村麻呂伝説との関係
東北における「田村語り」の発信源は達谷窟の毘沙門堂・西光寺の縁起および「姫待が瀧」の伝説だが、東北地方の「田村語り」と密接な関係のある社寺の縁起として『華足寺縁起』にみえる七観音が挙げられる。これらの縁起や伝説は『田村三代記』の内容と直接関係しつつ創出された。同様の例は松島の瑞巌寺や五大堂、岩手県紫波町の飽玉伝説、宮城県黒川郡の悪玉姫伝説、秋田県仙北郡の阿久多摩姫伝説、鬼死骸や霧山禅定などの地名伝説も挙げられる。